# Park City (Illinois)
Pour les articles homonymes, voir Park City.
Park City est une petite ville du comté de Lake, dans l'Illinois, aux États-Unis. Elle est incorporée le 24 mars 1958. Lors du recensement de 2010, la ville comptait une population de 7 570 habitants.

## Source de la traduction
- (en) Cet article est partiellement ou en totalité issu de l’article de Wikipédia en anglais intitulé « Park City, Illinois » (voir la liste des auteurs).